# Balmaseda
Balmaseda är en kommun i Spanien. Den ligger i Biscayaprovinsen i den autonoma regionen Baskien i norra delen av landet, 300 km norr om huvudstaden Madrid. Antalet invånare är 7 633 (2024). Arean är 22,37 kvadratkilometer. Balmaseda gränsar till Artzentales, Sopuerta och Zalla.